# The Clovers
The Clovers (Os Trevos) é um grupo vocal estadunidense de R&B, rock'n'roll e doo wop que fez grande sucesso no seu país, principalmente durante os anos 50. Em 1959 eles foram um dos 30 maiores sucessos do ano com a canção "Love Potion No. 9" dos compositores Leiber e Stoller

## Histórico
O grupo surgiu em pleno período da segregação racial nos Estados Unidos; o rótulo musical "rhythm & blues" foi dado pelos brancos para um estilo de música dos negros que, entre si, distinguiam os afro-americanos de Baltimore dos de Washington, sendo estes últimos mais "assimilados" à cultura branca; isto era tão importante que a Atlantic Records viu-se obrigada a fazer um som mais "negro" para o conjunto a fim de que este pudesse fazer sucesso como grupo de rhythm & blues - mas o problema é que esse ritmo acabou fluindo para a aceitação por parte do setor social dominante (o branco), o que forçou os Clovers a buscarem a recepção por parte da corrente dominante, ou seja, em busca do sucesso eles não poderiam mais parecer muito "negros" em suas performances.

### 1946 a 1960
O grupo foi formado na Armstrong High School, da capital federal, no ano de 1946 por Harold Lucas (barítono), Billy Shelton e Thomas Woods. A formação inicial era um trio, e expandiram para um quarteto com a adição de John "Buddy" Bailey (vocalista) e passou a se chamar "The Four Clovers" (Os Quatro Trevos); Billy Shelton foi substituído por Matthew McQuater (tenor) em 1948 e, com o nome de The Four Clovers começaram a se apresentar em shows locais de música amadora, inclusive no show apresentado por Jack Lowe Endler, da emissora de rádio WWDC no Republic Theatre, que é reputado como o seu descobridor. Essas apresentações trouxeram um público maior, que incluía Harold Winley (baixo) que, após ouvi-los na WWDC, decidiu apresentar-se ao grupo e, ao final de 1945, acabou por substituir Woods.
Com a entrada de Lou Krefetz, um distribuidor de gravadoras que se tornou seu empresário, foram à sua primeira sessão de gravação na Rainbow Records de Nova York, ocorrendo o lançamento de seu primeiro single em novembro de 1950, contendo "Yes Sir, That's My Baby" e "When You Come Back to Me". No final daquele ano Bill Harris, natural de Nashville, se juntou ao grupo como guitarrista e, com sua forma peculiar de tocar blues e jazz, acabou por se tornar parte integrante do show; Krefetz a seguir conseguiu despertar o interesse da Atlantic Records, que os contratou em fevereiro de 1951.
The Clovers foram imediatamente contratados pela agência Shaw Artists para se apresentarem no Apollo Theater do Harlem, iniciando em 15 de fevereiro. Uma semana depois, em 22 de fevereiro, fizeram sua primeira sessão de gravação na Atlantic incluindo a composição de Ahmet Ertegün, "Don't You Know I Love You", que foi o primeiro de seus hits a ficar no "top-ten" na categoria R&B, ficando nas paradas por cinco meses. A segunda sessão de gravação resultou no lançamento de "Fool, Fool, Fool" em agosto de 1951, canção que em setembro atingiu o primeiro lugar nas paradas de R&B.
O principal vocalista dos The Clovers, Buddy Bailey, foi convocado para o exército no final de agosto de 1951, e John Phillip foi colocado no seu lugar mas logo ele também foi substituído por Charlie White (também de Washington) que já havia participado dos grupos vocais The Dominoes e The Checkers.
Com esta nova formação emplacaram as faixas "One Mint Julep" e "Middle of the Night": ficaram ambas entre os maiores hits das paradas de R&B em maio de 1952. O próximo lançamento foi "Ting-A-Ling" que atingiu a segunda posição na parada R&B da Billboard de setembro de 1952 e a primeira posição da Billboard Juke Box R&B. O sucesso inicial foi seguido com vários hits que incluem "Little Miss Fannie" e "I Played The Fool" de outubro daquele mesmo ano, "Good Lovin'" um dos dez maiores hits R&B de novembro de 1953, e "Little Mama" / "Lovey Dovey" gravado em setembro de 53 com Charlie White no vocal.

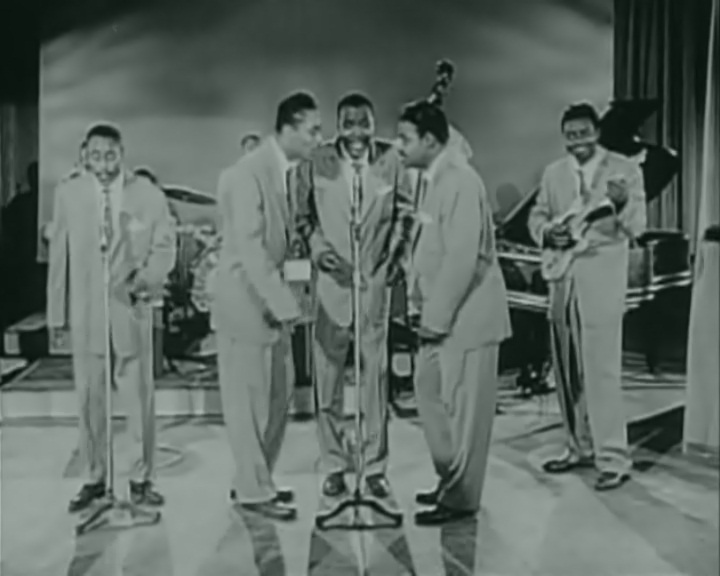
O grupo, em 1955.

No final de 1953 White foi substituído por Billy Mitchell. Buddy Bailey foi finalmente dispensado do serviço militar em maio de 1954 e retornou ao grupo; ainda com Mitchell como principal vocalista os lançamentos "I've Got My Eyes On You" e "Your Cash Ain't Nothin' But Trash" foi um dos 30 discos de R&B mais vendidos daquele ano, com a faixa "Lovey Dovey" se tornando o maior sucesso dos Clovers em 1954. Bailey e Mitchell agora compartilhavam os vocais.
O single "Blue Velvet" / "If You Love Me" foi lançado em fevereiro de 1955. Em abril do mesmo ano o grupo gravou quatro faixas; duas dessa sessão - "Nip Sip" / "If I Could Be Loved By You" - foram lançadas em agosto e atingiram o top 20 em R&B de setembro; "Devil or Angel" foi lançada em janeiro de 1956 e entrou para as cinco mais de R&B em fevereiro. O lançamento seguinte, "Love, Love, Love" (gravado em março de 1956) ficou entre as dez mais de R&B em julho e foi uma das 50 mais das paradas nacionais de agosto.
Em abril de 1957 Quincy Jones fez o arranjo de cinco faixas do grupo, das quais duas - "So Young" e "I I I Love You" - foram lançadas como compacto simples de face única, enquanto "Pretty Pretty Eyes", "Baby Darling" e "Shakin'" não foram lançadas.
Krefetz deixou a Atlantic e fundou a Poplar Records em junho de 1957; o contrato dos The Clovers com aquela gravadora expirou em julho do mesmo ano, de forma que em setembro Krefetz e Mitchell fecharam acordo em setembro, ele figurando como cantor solo da nova gravadora; apesar disto Krefetz em fevereiro de 1958 liberou o cantor para continuar a gravar com o grupo, sem prejuízo de sua carreira junto à Poplar. O grupo acabou firmando contrato com Krefetz em maio. A Poplar foi adquirida pela United Artists Records no ano seguinte e The Clovers, que passaram então a fazer parte de seu rol de astros, fizeram ali sua primeira sessão de gravação em junho de 1959, trabalho que resultou no lançamento em julho de "Love Potion No. 9", com Billy Mitchell como vocalista - esta canção, de autoria de Jerry Leiber e Mike Stoller veio a se tornar o maior hit da carreira da banda, atingindo a posição 23 no Billboard Hot 100, de novembro de 1959.

### 1961 ao presente
Em 1961 o contrato com a United Artists expirou e eles se mudaram para a Winley Records. Esta gravadora foi criada em 1956 por Big Joe Turner, Ruth Brown e Paul Winley, irmão do baixista dos The Clovers Harold Winley (Paul já havia escrito canções para o grupo, antes de criar sua gravadora). A gravadora lançou também músicas com o antigo vocalista dos The Clovers, Charlie White, mas sua permanência ali terminou no mesmo ano.
A separação resultou na criação de dois novos grupos: John "Buddy" Bailey continuou na Winley Records, lançando em 61  "They're Rockin Down the Street" / "Be My Baby" creditado a "The Fabulous Clovers" de Bailey.  Harold Lucas e Billy Mitchell formaram um novo quarteto com James "Toy" Walton e Robert Russell, gravando quatro faixas para a Atlantic em outubro de 1961 que resultou no lançamento em dezembro de um compacto de face única contendo o single "Drive It Home" / "The Bootie Green" e creditados a The Clovers. Mitchell saiu desta nova formação em 1962 e foi substituído por Roosevelt "Tippie" Hubbard, com quem foram gravados discos creditados a "Tippie and the Clovermen" e "Tippie and the Clovers" pela Tiger Records, uma subsidiária da Rust Records; Em dezembro de 1962 "Bossa Nova Baby" (escrito por Leiber e Stoller) / "The Bossa Nova" foi lançado, também creditado a "Tippie and the Clovers". No mesmo ano, pela Stenton Records saiu "Please Mr Sun" / "Gimme Gimme Gimme", creditado a Tippie and the Clovermen. O grupo de John Bailey - a esta altura formado por  Nathaniel Bouknight, Peggy Winley Mills (irmã de Paul e Harold Winley) e Ann Winley (esposa de Paul) - gravou para a Porwin Records, outro rótulo da Winley, lançando em junho de 1963 "One More time" / "Stop Pretending", creditado a "The Clovers featuring Buddy Bailey". No final de 1963 John Bailey e Harold Winley recompuseram os The Clovers e o trio permaneceu junto por pouco mais de um ano, quando Harold Winley deixou o grupo após a apresentação no Apollo Theater de 1º de janeiro de 1965.
O remake feito por The Searchers para "Love Potion No. 9", lançado no final de 1964, tornou-se um hit nos Estados Unidos, atingindo uma das cinco mais nas paradas de janeiro de 1965, revitalizando o interesse pela gravação original da música pelos The Clovers. Então faixas do catálogo de Winley e de Porwin (incluindo uma versão regravada de "Love Potion No. 9" com Buddy Bailey como vocalista) foram licenciadas para a Pickwick International Records (gravadora do Reino Unido), que lançou o álbum The Original Love Potion No. 9 por The Clovers. Em abril de 1965 Bailey e Lucas gravaram com Robert Russell (baixo) e Jimmy Taylor (tenor) e lançaram "He Sure Could Hypnotize" / "Poor Baby" pela Port Records, mas o sucesso foi pequeno e Lucas e Bailey abandonaram o projeto neste mesmo ano.
John Bailey formou um grupo e regravou "Devil or Angel" e "Love Potion No. 9", ambas lançadas como singles pela Lana Records em 1965, creditando a The Clovers. Lucas e Russell trouxeram de volta Tippie Hubbard e Toy Walton e acrescentaram um quinto membro, Al Fox. Em 1966, o grupo gravou quatro faixas como "Tippie and The Wisemen" pela Shrine Records. Neste mesmo ano o nome foi abandonado e voltaram a ser The Clovers. Harold Winley começou um grupo em 1968 com Bobby Adams, Johnny Taylor e Ray Loper gravando para a  Josie Records e lançando "Try My Lovin' On You" / "Sweet Side Of A Soulful Woman" em 1968, também creditado a The Clovers.
Robert Russell morreu em 1969 e Lucas convidou John Bowie para participar do grupo. Em Outubro de 1975 Lucas, Tippie Hubbard, Toy Walton e Bowie lançaram a faixa "Bump Jive" num disco da Aladdin Records, creditando-a aos The Clovers - logo após a gravação Walton morreu, e Johnny Mason foi convidado a integrar o grupo de Lucas. Harold Winley se juntou em 1976 ao grupo de Jimmy Nabbie, "The Ink Spots", onde permaneceu até a apresentação de The Original Clovers realizada por Harold Winley em 2004. Steve Charles se juntou ao grupo de Lucas em 1978. Em outubro de 1981 Harold Lucas, John Bowie, Johnny Mason e Steve Charles registraram a marca "The Clovers", sendo deferido o registro de número 73333530 em novembro de 1982 (renovado em 2002).  Roosevelt "Tippie" Hubbard morreu em 1982. Em maio de 1988 o grupo de Lucas (Steve Charles, Johnny Mason, Harold Lucas e John Bowie) regravou em maio de 1988 "Drive It Home" (creditada ao The Clovers) para a Ripete Records, pequena gravadora independente sediada em Bishopville, e lançado exclusivamente para o mercado local. John Bailey, Harold Lucas, Matthew McQuater e Harold Winley se apresentam juntos em 1988 na Rhythm and Blues Foundation (organização com sede em Washington, que teve início naquele ano com o objetivo de ajudar e promover artistas) e fazem um show em Austin para arrecadar fundos em benefício de Bill Harris, que ficara doente, mas o guitarrista veio a morrer em 6 de dezembro deste mesmo ano, com 63 anos de idade, em Washington.
Steve Charles se aposentou no final de 1990 e Chuck Battle foi convidado para integrar o grupo formado por Lucas, mas ele se afastou em 1992 e foi substituído por Preston Monroe, mais tarde trocado por David Warren. Lucas adoeceu e parou de excursionar em 1993, sendo então convidado Richie Merritt para seu lugar (Harold Lucas veio a morrer em 6 de janeiro de 1994, aos 61 anos, em Washington). John "Buddy" Bailey morreu em 3 de Fevereiro de 1994, em Las Vegas. Antes, porém, Bailey atuou sozinho, escolhendo para acompanhá-lo o grupo de doo wop "The Calvanes". Johnny Mason, David Warren, John Bowie e Richie Merritt apareceram no especial "Doo Wop 51" da PBS, em maio de 2000, exibido primeiramente em Pittsburgh pelo canal local WQED e depois exibido nacionalmente em dezembro. Matthew McQuater morreu com a idade de 73 anos em Dallas, a 19 de dezembro de 2000.
Em outubro de 2001 Johnny Mason requereu judicialmente o uso da marca The Clovers (o caso foi abandonado, posteriormente, em novembro de 2002). John Bowie morreu em 2002. Billy Mitchell, que fora o vocalista em "Love Potion No. 9", morreu com a idade de 71 anos em Washington, no dia 5 de Novembro de 2002. Richie Merritt deixou o grupo em 2002 e David Warren saiu logo depois. Mason atualmente lidera um novo grupo com os ex-membros do The Flamingos Ron Reace, William Rawlings e Antwan Drayton. Em 2009 Harold Winley requereu a propriedade da marca The Original Clovers featuring Harold Winley.  Em 11 de outubro de 2013 Steve Charles (Charles Stevens), membro do grupo The Clovers formado por Harold Lucas, e Harold Winley anunciaram que um acordo legal tinha sido alcançado, permitindo que ambas as partes a continuar o uso do nome The Clovers.